# Rusłan Żumabekow
Rusłan Żumabekow (ur. 25 czerwca 1968) – kazachski zapaśnik w stylu klasycznym. Zajął 18 miejsce na mistrzostwach świata w 1994. Srebrny medal na igrzyskach azjatyckich w 1994. Złoto na mistrzostwach Azji w 1995. Czwarty w Pucharze Świata w 1995 roku.